# Kalkmagerrasen bei Calenberg und Dalheim
Das Naturschutzgebiet (NSG) Kalkmagerrasen bei Calenberg und Dalheim befindet sich im Kreis Höxter in Nordrhein-Westfalen. Das aus vier Teilgebieten bestehende 33,2796 ha große NSG mit der Schlüssel-Nummer HX-074 wurde im Jahr 1996 ausgewiesen. Es liegt auf dem Gebiet der Stadt Warburg südöstlich der Kernstadt Warburg zu beiden Seiten der B 7 nordöstlich des Warburger Stadtteils Calenberg und östlich und südwestlich des Warburger Stadtteils Dalheim.